# Мун Се Гван
Мун Се Гван (кор. 문세광 26 декабря 1951 года — 20 декабря 1974 года) — корейский террорист, 15 августа 1974 года совершивший покушение на убийство президента Республики Корея Пак Чон Хи в результате которого погибло 2 человека, включая жену президента — Юк Ён Су. Казнён по приговору суда.

## Биография
Мун Се Гван родился 26 декабря 1951 года в Осаке (Япония) в семье выходцев из Северной Кореи, бежавших в Японию вскоре после начала Корейской войны. Был третьим ребенком в семье. В старших классах, активно изучая биографии Мао Цзедуна и Ким Ир Сена, стал сторонником левых идей. Несколько лет общавшийся со сторонниками идей Чучхе в кругах общины корейцев в Японии он попал под влияние нескольких северокорейских агентов, которые в конечном итоге убедили Мун Се Гвана в необходимости физической ликвидации президента Республики Корея Пак Чон Хи, дабы поднять «народное восстание» на юге Кореи. 
В ноябре 1973 года Мун Се Гван окончательно решился на убийство главы Южной Кореи и ему было выплачено 500 000 иен на подготовку и осуществление задуманного. В мае 1974 года он получил поддельный паспорт на имя Юки Кавагами. В ночь на 18 июля 1974 года Муну удалось разбить окно в одном из полицейских участков Осаки и украсть револьвер Smith & Wesson 38 калибра с пятью патронами.

## Покушение
6 августа 1974 года Мун Се Гван по фальшивому паспорту купил билет на самолет до Сеула. Через два дня, спрятав заряженный револьвер в транзисторном радио, Мун Се Гван прилетел в Южную Корею. Поселившись в отеле «Chosun» он стал ожидать удобного случая, чтобы застрелить Пак Чон Хи. Вскоре узнав о том, что президент намерен выступить с речью в Национальном театре Кореи на праздновании 29-й годовщины освобождения Корейского полуострова от японской оккупации, Мун Се Гван решил действовать.
Утром он покинув свой номер в отеле и направился к Корейскому национальному театру. Первоначально Мун планировал застрелить Пак Чон Хи, когда тот будет входить в здание, однако был вынужден изменить свой план из-за чрезмерного количества охраны, и высокой вероятности быть обнаруженным. Тогда Мун Се Гван проник в здание через черный ход, и, смешавшись с толпой жителей Сеула, пришедших на празднование, начал выжидать выступления президента. Через несколько минут после появления на трибуне Пак Чон Хи преступник решил подобраться как можно ближе к главе государства, однако по неосторожности револьвер выстрелил в тот момент, когда Се Гван пробирался через ряды слушателей в результате чего Се Гван получил легкое ранение и в то же время оповестил охрану об опасности. Сразу же после этого, преступник выхватил револьвер и открыл огонь по трибуне, на которой находилось руководство страны. Всего за несколько секунд он сумел произвести четыре выстрела.
Вторая пуля попала в трибуну за которой стоял Пак Чон Хи, на третьей револьвер дал осечку, но четвертая попала в голову жены президента — Юк Ён Ха, стоящей рядом с мужем на трибуне, тяжело ранив первую леди. Пятая пуля, выпущенная Мун Се Гваном, прошла левее от президента попала в стену и срикошетив от нее, отлетела в зрителей, попав в голову находившейся в первых рядах ученице старших классов Чон Бун Хва, убив ее на месте. Сразу же после этого Мун Се Гван был обезврежен сотрудниками службы безопасности президента и взят под арест.
Сразу же после обезвреживания покушавшегося и выноса из зала на носилках жены и убитой школьницы Пак Чон Хи продолжил свое выступление. Несмотря на экстренно оказанную медицинскую помощь, первая леди Южной Кореи скончалась в больнице в 19:00 по местному времени в тот же день.

## Суд и казнь
Сразу же после задержания Мун Се Гван во всем сознался, и заявил что действовал под влиянием северокорейских агентов и коммунистических идей. На суде Мун Се Гван также выразил сожаление, что ему не удалось убить президента Пака, а также что из-за его действий погибла невинная школьница, тем не менее 17 декабря 1974 года он был признан виновным в покушении на президента Республики Корея Пак Чон Хи, повлекшего гибель двух человек и приговорен к смертной казни. Всего через три дня — 20 декабря 1974 года Мун Се Гван был повешен в Сеульской тюрьме.

## Последствия
Покушение, совершенное гражданином Японии резко обострило дипломатические отношения между двумя странами, президент Пак на некоторое время выслал японского посла из Южной Кореи и пригрозил полным разрывом дипломатических отношений между странами, а также национализацией всех японских финансовых активов и предприятий, находящихся на территории Южной Кореи. Правительство Японии при посредничестве США было вынужденно выступить с официальным заявлением, в котором выразило сожаление о случившемся, лишь после этого отношения между странами нормализовались. 
В то же самое время официальные представители КНДР выступили с заявлением о непричастности к покушению на президента Пака, однако одобрили его, назвав Мун Се Гвана «настоящим коммунистом».